# Episodi di The No. 1 Ladies' Detective Agency
La prima e unica stagione della serie televisiva anglo-statunitense The No. 1 Ladies' Detective Agency è composta da un film TV andato in onda su BBC One il 23 marzo 2008 (indicato nella tabella sottostante con il numero 0), e da una stagione di 6 episodi di sessanta minuti, trasmessi dal 15 marzo al 19 aprile 2009. In Italia è andata in onda su Lei dal 5 novembre al 17 dicembre 2009.
| nº | Titolo originale                   | Titolo italiano                    | Prima TV UK    | Prima TV Italia  |
| -- | ---------------------------------- | ---------------------------------- | -------------- | ---------------- |
| 0  | The No. 1 Ladies' Detective Agency | The No. 1 Ladies' Detective Agency | 23 marzo 2008  | 5 novembre 2009  |
| 1  | The Big Bonanza                    | Un piccolo tesoro                  | 15 marzo 2009  | 12 novembre 2009 |
| 2  | Poison                             | Veleno                             | 22 marzo 2009  | 19 novembre 2009 |
| 3  | The Boy with an African Heart      | Il coraggio della verità           | 29 marzo 2009  | 26 novembre 2009 |
| 4  | Problems in Moral Philosophy       | Una questione morale               | 5 aprile 2009  | 3 dicembre 2009  |
| 5  | Beauty and Integrity               | Bellezza e rigore                  | 12 aprile 2009 | 10 dicembre 2009 |
| 6  | A Real Botswana Diamond            | Un diamante reale del Botswana     | 19 aprile 2009 | 17 dicembre 2009 |